# Herman Vrancken
Herman Vrancken (* 28. April 1944 in Zolder) ist ein ehemaliger belgischer Radrennfahrer und nationaler Meister im Radsport.

## Sportliche Laufbahn
Vrancken war im Straßenradsport aktiv. Er gewann als Amateur 1963 zwei Etappen der Tour de la Province de Namur, eine Etappe des Rennens Triptyque Ardennaise und das Eintagesrennen Rund in Berlin vor Winfried Bölke.
1965 wurde er Unabhängiger und erzielte in dieser Klasse sechs Siege. Er bestritt für das Team Flandria die Portugal-Rundfahrt und gewann dort drei Etappen.
Vrancken fuhr von 1966 bis 1970 als Berufsfahrer. Er begann im Radsportteam Dr. Mann-Grundig. 1966 gewann er den Grand Prix de Denain und die belgischer Meisterschaft der Interclubs. 1968 siegte er im Grand Prix de Hannut. Danach gelangen ihm noch einige Siege in Kriterien und Rundstreckenrennen.
1966 bestritt er die Tour de France, die er als 65. beendete. In der Vuelta a España 1969 schied er aus.